# Dungmiri
Dungmiri is een bestuurslaag in het regentschap Ngawi van de provincie Oost-Java, Indonesië. Dungmiri telt 2056 inwoners (volkstelling 2010).